# Oscar Fredriksskolan
Oscar Fredriksskolan är en grundskola i Masthugget, Oscar Fredriks församling, byggd 1897. Namnet kommer från den dåvarande svenske kungen Oscar II, som skulle ha hållit tal på invigningen av skolan, men sedan aldrig dök upp.[källa behövs]

## Byggnad
Skolans väldiga rödbruna tegelfasader påminner mycket om den intilliggande Oscar Fredriks kyrka som också byggdes i slutet av 1800-talet.
Arkitekt för skolan var Adrian C. Peterson. Skolan är ett typiskt exempel på 1890-talsarkitektur som kännetecknas av bl.a. den rika mönstermurningen av fasader och blindfönster, profilerade takfötter och dekorativa ankarslut.

## Kända elever
- Karl Corneliusson
- Petter Ljunggren
- Louis Herrey